# سید عبدالله ضیایی‌نیا
سید عبدالله ضیایی‌نیا، (متولد ۱۳۰۲ - متوفی ۲۳ مرداد ۱۳۶۸) روحانی، سیاستمدار ایرانی بود. او نماینده گیلان در مجلس خبرگان قانون اساسی بود.

## تولد و کودکی
سید عبدالله ضیایی در سال ۱۳۰۲ شمسی در روستای دریاکنار شهرستان لنگرود از شهرهای استان گیلان، به دنیا آمد. پدر او، سید حسین به شیوه اجدادش به کشاورزی (برنج کاری) و نوغان داری (پرورش کرم ابریشم) مشغول بود. در پنج سالگی برای آموختن قرآن به مکتب رفت و چند سال را در آنجا نزد معلمان طالقانی - که برای تعلیم و تربیت اطفال از طالقان به آن نواحی می‌آمدند - قرآن و برخی از کتب رایج آن زمان، مثل «احسن المراسلات»، «سید الانشاء نوظهور»، «کلیله و دمنه» و «بوستان سعدی» و همچنین شیوه نوشتن سند اجاره و فروش و انواع نامه نگاری، را فرا گرفت. او موفق شد پایان‌نامه کلاس ششم ابتدایی از مدارس دولتی را اخذ کند و سپس در سال ۱۳۲۳ ش عازم حوزه علمیه قم گردید.

## ورود به حوزه قم
ضیایی دربارهٔ مسافرت خود به حوزه علمیه قم می‌نویسد:
«من به همراه عدّه‌ای که عازم کربلا بودند، با مختصر اثاثیه زندگی مجرّدی و مبلغ ۳۵۰ تومان، که شاید ۷۰ تومان هم خودم داشتم، به طرف قم حرکت کردیم. اما از رشت تا قم دو شب و یک روز طول کشید تا وارد قم شدیم. در سال ۱۳۲۳ ه'. ش بود. فردای آن روز، وارد یکی از حجرات مدرسه فیضیه، که سه نفر از طلاب گیلان سکونت داشتند، شدیم. با آنها در آن حجره بودیم و مشغول درس شدیم. تا یکی از روزها بعضی از بزرگان علما از من دیدن کردند و پس از چند سؤال از صرف میر و امثله از ما چند نفر، خطاب به حاضرین کرده و فرمودند: هر چه زودتر برایش لباس روحانیت تهیه کنید تا در نرود!».

## ورود به نجف
ضیایی، در سال ۱۳۲۷ ش برای زیارت عتبات و ادامه تحصیل در حوزه نجف، از قم به نجف رفت و مابقی سطوح را در آنجا به اتمام رساند و سه سال آن جا ماند.
ضیایی، پس از اقامت در قم، به درس خارج سید حسین طباطبایی بروجردی و نیز به درس فلسفه و حکمت علامه طباطبایی و خمینی حاضر شد.
اقامت او در قم، دوام زیادی نیافت و پس از مدتی به ناچار به تهران رفته، در مدرسه علمیه مروی تهران به تحصیل خود ادامه داد و در درس خارج «کفایه» و «رسائل» و «مکاسب» آیات عظام سید احمد خوانساری، عمادالدین غروی رشتی، باقر آشتیانی و میرزا هاشم آملی شرکت جست. وی در این باره می‌نویسد:
«من نیز دروس آیات عظام: خوانساری، غروی رشتی - که شاید در علم اصول بی نظیر بود -، آقا میرزا هاشم آملی و آقا باقر آشتیانی را فرا گرفته و در مدرسه شیخ عبدالحسین سمت مدرسی داشتم و نیز به دعوت آیت‌الله خوانساری در جلسه استفتای معظم‌له حضور می‌یافتم. تا این که پس از چند سالی به اتفاق عده زیادی از فضلای تهران و قم - که از آن جمله شهید مطهری بود - در امتحان تصدیق مدرسی، که برای اولین بار تشکیل شده بود، شرکت کردیم.»
ضیایی، از جمله حوزویانی بود که به دانشگاه راه یافت. در دانشگاه در رشته معقول و منقول تحصیل کرد. او بعد از اخذ مدرک لیسانس، به تحصیلات دانشگاهی ادامه داد و دکترا در رشته علوم تربیتی از دانشگاه تهران را اخذ کرد.

## اقامت در آستانه اشرفیه
ضیایی، بعد از اخذ مدرک دکترا و اخذ اجازات اجتهاد از آیات عظام، به امر مراجع تقلید، تهران را به قصد اقامت در گیلان ترک کرد و در آستانه اشرفیه اقامت گزید. وی به مدت ۱۷ سال، یعنی از سال ۱۳۴۱ تا ۱۳۵۷ ش، به امر آیات عظام، مخصوصاً آیت الله خمینی، مأمور به امامت جماعت مسجد جامع و مدیریت حوزه علمیه جلالیه آستانه اشرفیه گردید.

## فعالیت اجتماعی و فرهنگی
از جمله فعالیت‌های وی است:
1. بازسازی و احیای حوزه علمیه جلالیه آستانه اشرفیه،
2. احیای مسجد جامع آستانه اشرفیه
3. بنیادگذاری بیمارستان در آستانه اشرفیه.

## فعالیت سیاسی
۲۱ اردیبهشت ۱۳۵۸ / ۱۴ جمادی‌الثانی ۱۳۹۹
جنابان مستطابان حجت‌الاسلام آقای احسان‌بخش و حجت‌الاسلام آقای ضیایی ـ دامت افاضاتهما
لازم است آقایان در معیت چند تن از معتمدین محل و با همکاری و نظارت آنان به اموال و نذورات متعلقهٔ بقاع متبرکهٔ استان گیلان رسیدگی و ضبط و جمع‌آوری نمایید؛ و آنچه را برای تعمیر و بازسازی بقاع مزبوره لازم است به مصرف برسانید، و مازاد آن را در امور مستضعفین محل ـ به هر نحو که مصلحت می‌دانید ـ صرف کنید. از خدای تعالی موفقیت همگان را خواستارم.
روح‌اللّه الموسوی الخمینی

او مبارزه را از هنگام ورود به دانشگاه آغاز کرد و با مباحث و مناظرات علمی با چهره‌های وابسته به حکومت و استخدام نشدن در دوائر دولتی - که نشانه مشروع ندانستن حکومت بود -، در عرصه‌های مختلف به مقابله با حکومت رفت. زمانی که به آستانه اشرفیه بازگشت، در منابر و سخنرانی‌ها، در مناسبت‌های مختلف، به شدت از رژیم انتقاد می‌کرد؛ به طوری که یک سال قبل از انقلاب ممنوع‌المنبر شد و چند ماه قبل از پیروزی انقلاب اسلامی، منزل او به دست عوامل ساواک به آتش کشیده شد که بر اثر آن، بسیاری از نوشته‌ها، کتب و تقریرات درسی مربوط به حوزه و دانشگاهش از بین رفت. او بعد از پیروزی انقلاب اسلامی به عنوان یکی از خبرگان از استان گیلان به منظور تدوین قانون اساسی انتخاب گردید و سپس به‌طور موقت به تهران رفته، پس از چندی هم در قم مقیم شد. او علاوه بر تدریس در حوزه، در شورای مدیریت حوزه علمیه قم در سمت دبیر شورا هم انجام وظیفه می‌کرد. به همت ایشان و جمعی از بزرگان حوزه علمیه و مدرسین عالی مقام، نخستین برنامه جهت ساماندهی و قانون مندی دروس و امور مربوط به طلاب تدوین شد.

## درگذشت
سید عبدالله ضیایی که به سرطان معده مبتلا شده بود، پس از مداوای ممتد در ایران، اتریش و انگلستان سرانجام در ۲۳ مرداد ۱۳۶۸ درگذشت.